# Carl Arnold (Komponist)

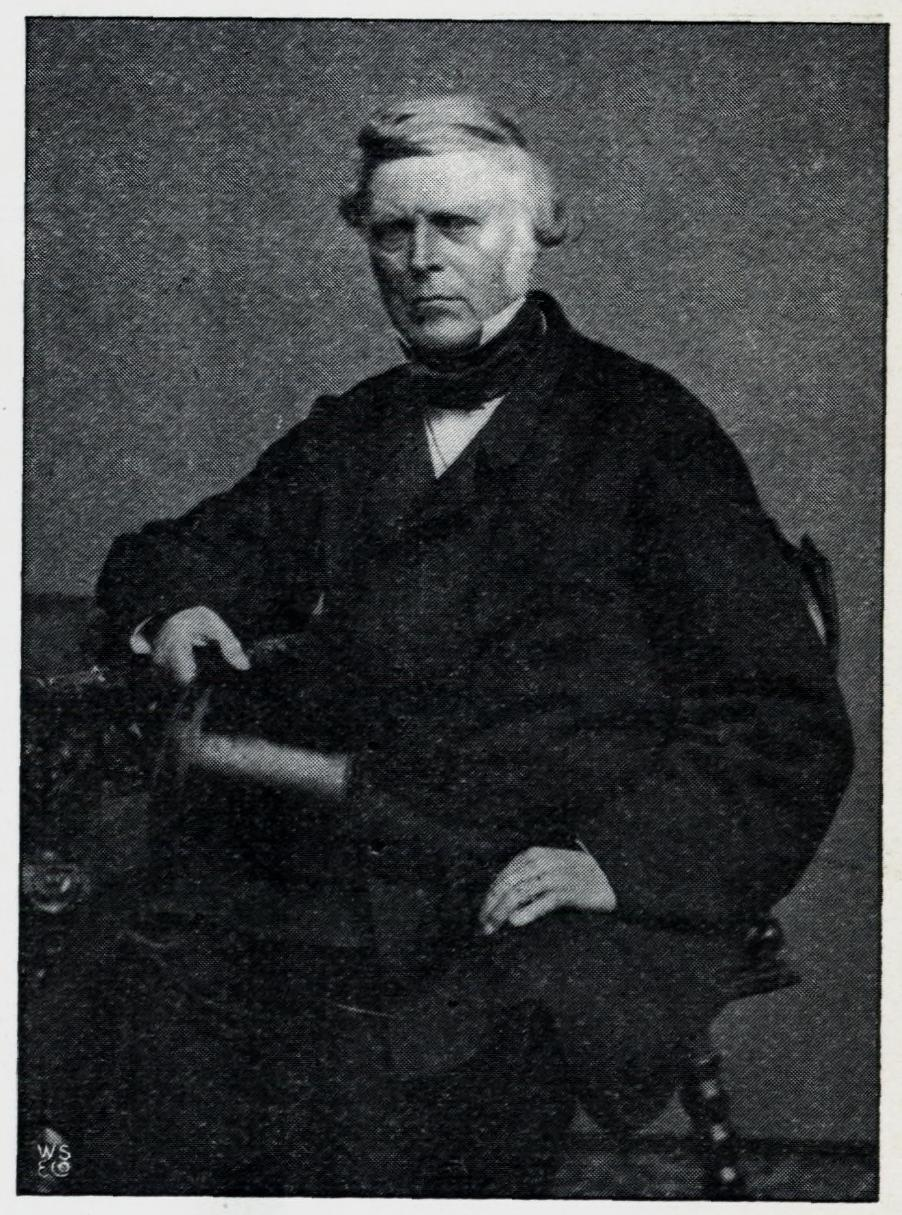
Carl Arnold, Fotografie aus En Christianiensers Erindringer fra 1850- og 60-Aarene von Yngvar Nielsen, um 1910

Carl Arnold (* 6. Mai 1794 in Neunkirchen bei Bad Mergentheim; † 11. November 1873 in Christiania, heute Oslo) war ein norwegischer Komponist deutscher Herkunft.

## Leben
Arnold studierte u. a. bei Aloys Schmitt (Klavier) und Johann Anton André (Musiktheorie). Er kam 1847 als politischer Flüchtling nach Christiania, heute Oslo, wo er von 1849 bis 1863 das Orchester Det Philharmoniske Selskab leitete und ab 1857 als Organist an der Dreifaltigkeitskirche (Trefoldighetskirken) diente. Er galt als hervorragender Lehrer und Musiktheoretiker, ausgezeichneter Pianist und erfahrener Komponist. Zu seinen Schülern gehören die norwegischen Komponisten Halfdan Kjerulf und Johan Svendsen.
Er schrieb u. a. eine Oper (Irene, Berlin 1832), eine Sinfonie, ein Klavierkonzert und außerdem die Krönungsmusik, die 1860 bei der Krönung von Karl XV. im Trondheimer  Nidarosdom aufgeführt wurde.